# Argentinosaurus
Argentinosaurus („Argentinski gušter“ lat. Argentinosaurus) je dinosaur iz doba Krede (pre oko 100 miliona godina), koji se smatra najvećim dinusaurusom svih vremena, iako ne i najdužim.
Ostaci vrste Argentinosaurus huinculensis pronađeni su nedaleko od Čipoleta, u provinciji Neuken (Patagonija, Argentina), a opisali su ih argentinski paleontolozi Hose Bonaparte i Rodolfo Korija, 1993. godine.
Smatra se da je ovo bila najveća životinja koja je ikada živela na Zemlji.
Bio je dugacak gotovo 40 metara, visok 12 metara i težak 100 tona. Fosilni ostaci se čuvaju u muzeju Karmen Funes u Plaza Huinkuli. 

## Spoljašnje veze
- Slike i podaci